# Shell-Haus

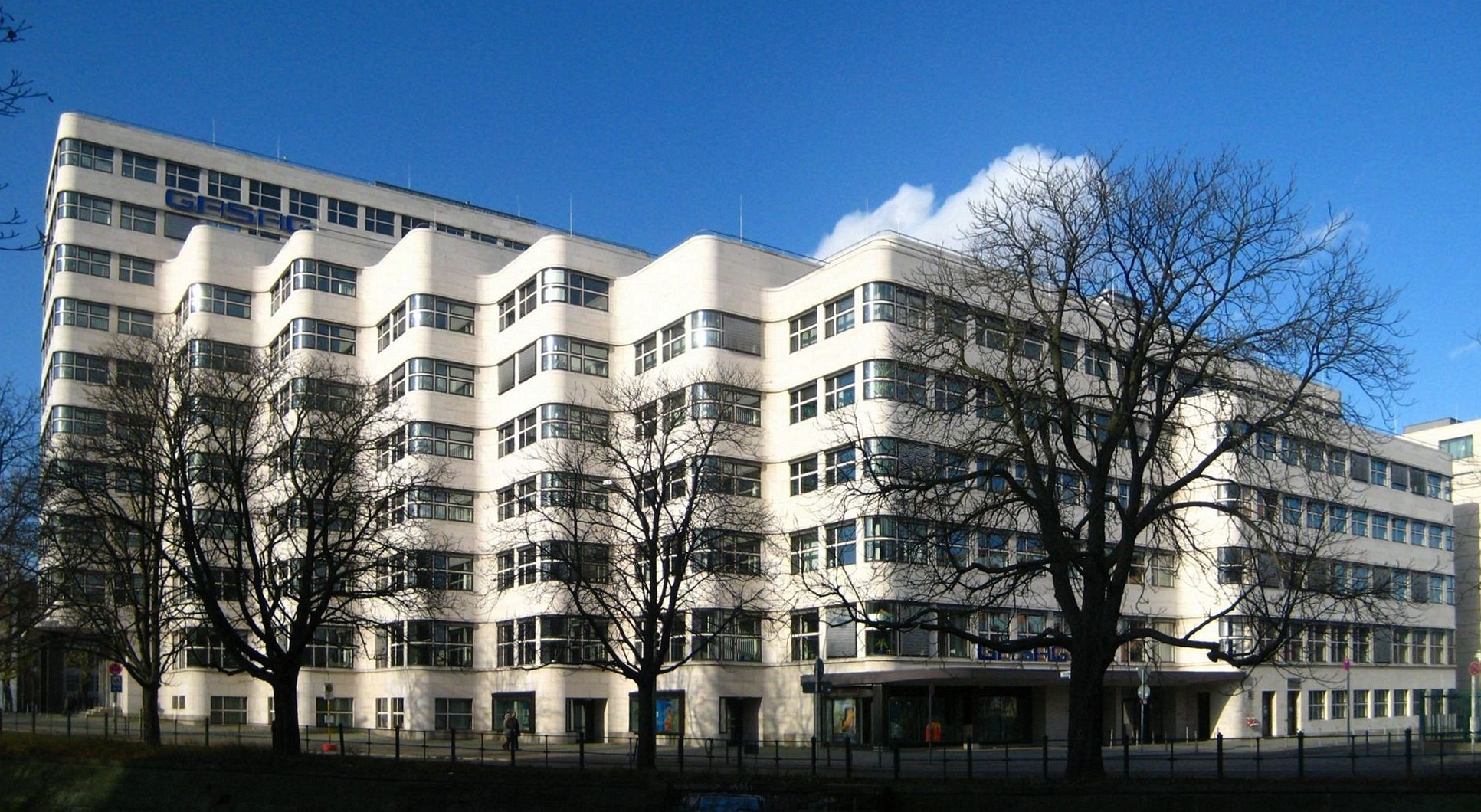
Shell-Haus

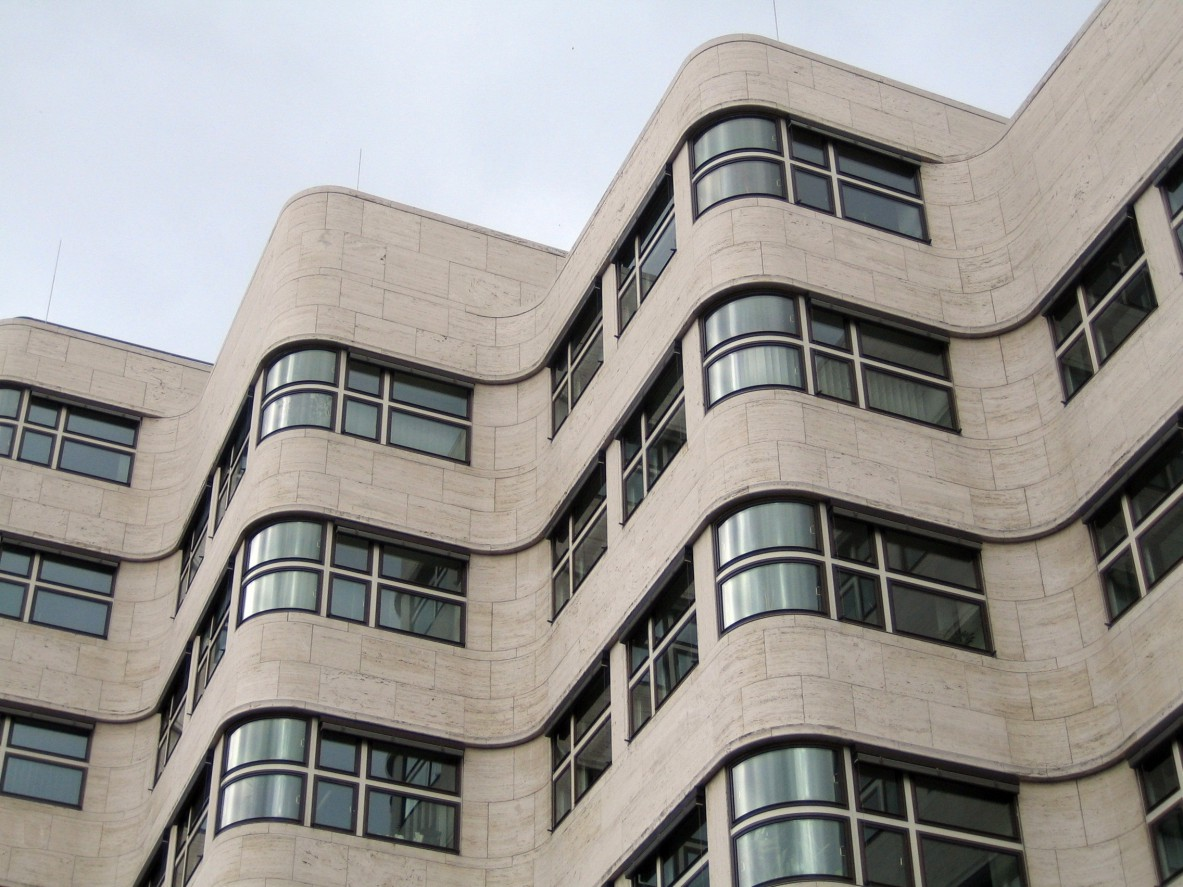
Shell-Haus ur en annan vinkel.

Shell-Haus är en byggnadsminnesmärkt byggnad vid Reichpietschufer längs med Landwehrkanal i västra Berlin. Shell-Haus byggdes 1930–32 efter ritningar av Emil Fahrenkamp. 
Shell-Haus var ett av de första höghusen bygga med stålskelett i Berlin. Det är byggt i den nya sakligheten och är ett av de mest betydelsefulla kontorshusen vad gäller arkitektur i Weimarrepubliken. Fasaderna är klädda med romersk travertin från Tivoli.
Huset är byggnadsminnesmärkt sedan 1958. 